# Gurelca macroglossoides
Gurelca macroglossoides är en fjärilsart som beskrevs av Walker 1866. Gurelca macroglossoides ingår i släktet Gurelca och familjen svärmare. Inga underarter finns listade i Catalogue of Life.